# Faun-Ardèche Classic de 2020
A 20.ª edição da clássica ciclista Classic Sud Ardèche foi uma carreira na França que se celebrou a 29 de fevereiro de 2020 sobre um percurso de 184,4 quilómetros com início e final no município de Guilherand-Granges no departamento de Ardèche e a região Auvérnia-Ródano-Alpes.
A carreira fez parte do UCI ProSeries de 2020, calendário ciclístico mundial de segunda divisão, dentro da categoria UCI 1.pro e foi vencida pelo francês Rémi Cavagna da equipa Deceuninck-Quick Step, em segundo lugar foi para o estonio Tanel Kangert do EF Pro Cycling, e em terceiro lugar foi para o francês Guillaume Martin do Cofidis.

## Equipas participantes
Tomaram parte na carreira 20 equipas: 7 de categoria UCI WorldTeam convidados pela organização, 12 de categoria UCI ProTeam e 1 de categoria Continental. Formaram assim um pelotão de 134 ciclistas dos que acabaram 43. As equipas participantes foram:
| Equipes WorldTeam (7)- AG2R La Mondiale - Cofidis - Deceuninck-Quick Step - EF Pro Cycling - Groupama-FDJ - NTT Pro Cycling - Trek-Segafredo Equipes ProTeam (12)- Arkéa-Samsic - B&B Hotels-Vital Concept p/b KTM - Bingoal-Wallonie Bruxelles - Burgos-BH - Caja Rural-Seguros RGA - Circus-Wanty Gobert - Euskaltel-Euskadi - Nippo Delko One Provence - Rally Cycling - Riwal Readynez - Total Direct Énergie - Vini Zabù-KTM Equipe Continental- Saint Michel-Auber 93 |
| |

## Classificação final
- As classificações finalizaram da seguinte forma:[4]

| \| Classificação geral \| Classificação geral \| Classificação geral \| Classificação geral \| Classificação geral \| \| Ciclista \| Ciclista \| Equipe \| Tempo \| \| \| ------------------- \| ---------------------- \| -------------------------- \| ------------------- \| ------------------- \| \| 1. \| Rémi Cavagna \| Deceuninck-Quick Step \| 5h13m10s \| \| \| 2. \| Tanel Kangert \| EF Pro Cycling \| + 2m51s \| \| \| 3. \| Guillaume Martin \| Cofidis \| + 2m55s \| \| \| 4. \| Warren Barguil \| Arkéa-Samsic \| + 3m24s \| \| \| 5. \| Nicolas Edet \| Cofidis \| + 4m35s \| \| \| 6. \| Lorenzo Rota \| Vini Zabù-KTM \| + 5m07s \| \| \| 7. \| Mikkel Honoré \| Deceuninck-Quick Step \| + 5m22s \| \| \| 8. \| Benjamin King \| NTT Pro Cycling \| + 5m36s \| \| \| 9. \| Nans Peters \| AG2R La Mondiale \| + 5m38s \| \| \| 10. \| Andrea Bagioli \| Deceuninck-Quick Step \| + 5m43s \| \| \| 11. \| Lilian Calmejane \| Total Direct Énergie \| + 5m49s \| \| \| 12. \| Amanuel Gebrezgabihier \| NTT Pro Cycling \| + 5m53s \| \| \| 13. \| Arjen Livyns \| Bingoal-Wallonie Bruxelles \| + 5m55s \| \| \| 14. \| Roman Kreuziger \| NTT Pro Cycling \| + 5m55s \| \| \| 15. \| Dayer Quintana \| Arkéa-Samsic \| + 5m55s \| \| |                        |                            |          |
| |                        |                            |          |
| Fonte: ProCyclingStats |                        |                            |          |
| Classificação geral |                        |                            |          |
| Ciclista | Ciclista               | Equipe                     | Tempo    |
| 1. | Rémi Cavagna           | Deceuninck-Quick Step      | 5h13m10s |
| 2. | Tanel Kangert          | EF Pro Cycling             | + 2m51s  |
| 3. | Guillaume Martin       | Cofidis                    | + 2m55s  |
| 4. | Warren Barguil         | Arkéa-Samsic               | + 3m24s  |
| 5. | Nicolas Edet           | Cofidis                    | + 4m35s  |
| 6. | Lorenzo Rota           | Vini Zabù-KTM              | + 5m07s  |
| 7. | Mikkel Honoré          | Deceuninck-Quick Step      | + 5m22s  |
| 8. | Benjamin King          | NTT Pro Cycling            | + 5m36s  |
| 9. | Nans Peters            | AG2R La Mondiale           | + 5m38s  |
| 10. | Andrea Bagioli         | Deceuninck-Quick Step      | + 5m43s  |
| 11. | Lilian Calmejane       | Total Direct Énergie       | + 5m49s  |
| 12. | Amanuel Gebrezgabihier | NTT Pro Cycling            | + 5m53s  |
| 13. | Arjen Livyns           | Bingoal-Wallonie Bruxelles | + 5m55s  |
| 14. | Roman Kreuziger        | NTT Pro Cycling            | + 5m55s  |
| 15. | Dayer Quintana         | Arkéa-Samsic               | + 5m55s  |

## UCI World Ranking
A Faun-Ardèche Classic outorgou pontos para o UCI World Ranking para corredores das equipas nas categorias UCI WorldTeam, UCI ProTeam e Continental. As seguintes tabelas são o barómetro de pontuação e os 10 corredores que obtiveram mais pontos:
| Posição             | 1.º | 2.º | 3.º | 4.º | 5.º | 6.º | 7.º | 8.º | 9.º | 10.º | 11.º | 12.º | 13.º | 14.º | 15.º | 16.º-30.º | 31.º-40.º |
| Classificação geral | 200 | 150 | 125 | 100 | 85  | 70  | 60  | 50  | 40  | 35   | 30   | 25   | 20   | 15   | 10   | 5         | 3         |

| Classificação |                   |                            |       |
| Posição       | Ciclista          | Equipa                     | Geral |
| ------------- | ----------------- | -------------------------- | ----- |
| 1.º           | Rémi Cavagna      | Deceuninck-Quick Step      | 200   |
| 2.º           | Tanel Kangert     | EF                         | 150   |
| 3.º           | Guillaume Martin  | Cofidis, Solutions Crédits | 125   |
| 4.º           | Warren Barguil    | Arkéa Samsic               | 100   |
| 5.º           | Nicolas Edet      | Cofidis, Solutions Crédits | 85    |
| 6.º           | Lorenzo Rotaciona | Vini Zabù-KTM              | 70    |
| 7.º           | Mikkel Honoré     | Deceuninck-Quick Step      | 60    |
| 8.º           | Benjamin King     | NTT                        | 50    |
| 9.º           | Nans Peters       | AG2R La Mondiale           | 40    |
| 10.º          | Andrea Bagioli    | Deceuninck-Quick Step      | 35    |